# 法蘭克福 (紐約州)
法蘭克福（英語：Frankfort）是一個位於美國紐約州赫基默縣的鎮。

## 人口
根據2020年美國人口普查的數據，法蘭克福的面積為94.61平方千米，當中陸地面積為94.33平方千米，而水域面積為0.28平方千米。當地共有人口7011人，而人口密度為每平方千米74人。